# Leica Geosystems
Leica Geosystems AG ist eine Tochtergesellschaft des schwedischen Konzerns Hexagon in der Schweiz. Sie stellt Präzisionsmessinstrumente für die Bauvermessung, Geodäsie, Luftbildfotografie und Photogrammetrie her. Der Unternehmenssitz befindet sich in Heerbrugg im Kanton St. Gallen, nahe der Grenze zu Österreich.

## Geschichte
Die Firma ist der technische Nachfolger der 1921 gegründeten Firma Wild Heerbrugg, die sich 1987/88 mit Leitz Wetzlar und der geodätischen Sparte von Kern & Co. AG zur Wild Leitz AG zusammenschloss.

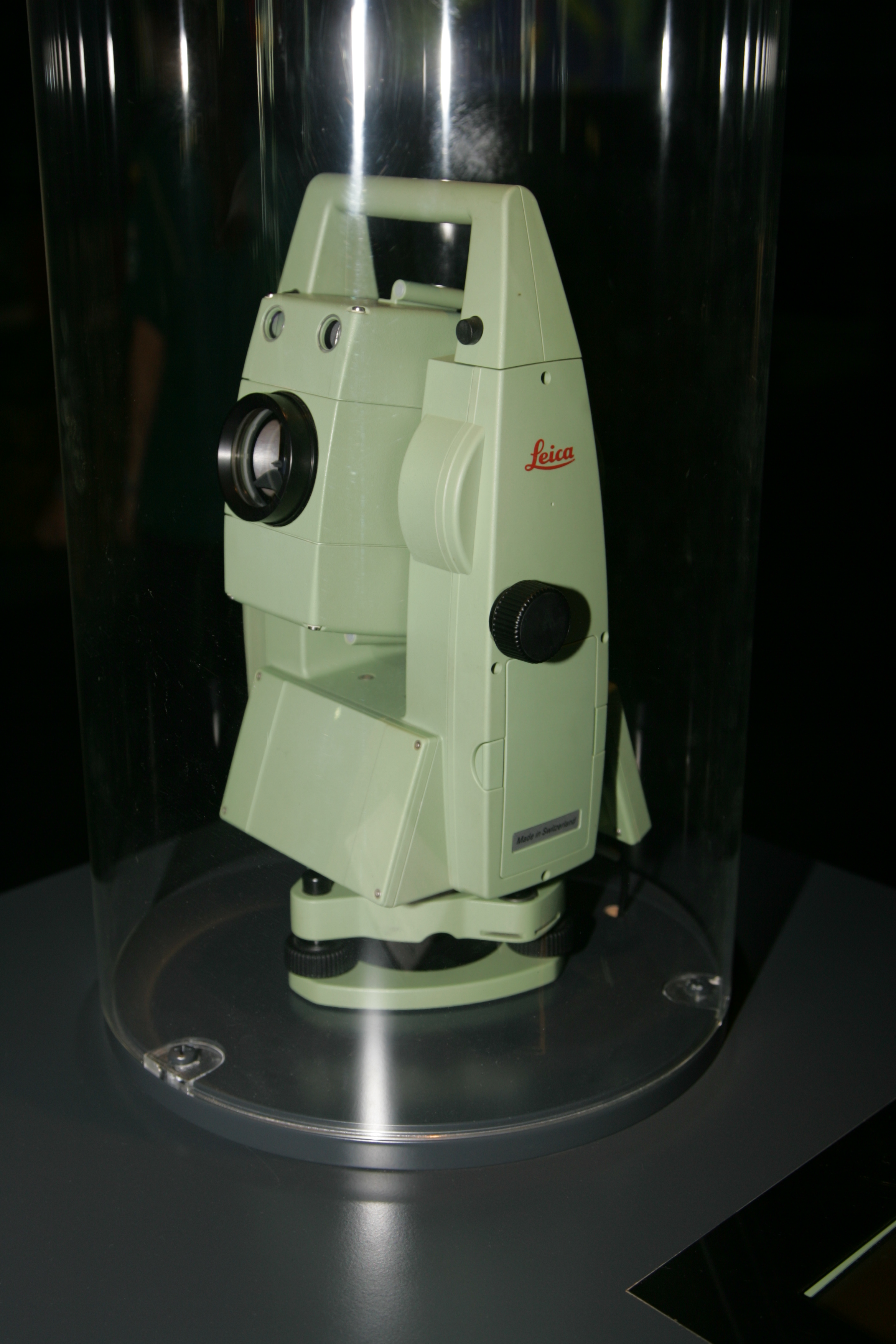
Ein Tachymeter von Leica Geosystems, beim Bau des Gotthard-Basistunnels

Ab 1990 firmierte der Konzern mit anderen technischen Produktionssparten unter dem weltweit bekannten Markennamen des Kamera-Herstellers Leica, wurde aber von 1996 bis 1998 wieder in kleinere Einheiten getrennt.
Seit 2005 gehört Leica Geosystems zum schwedischen Hexagon-Konzern, vertreibt seine Produkte aber weiterhin unter dem eigenen Namen. Hexagon unterhält im deutschen Wetzlar einen Entwicklungs- und Produktionsstandort, der noch auf die Firma Leitz zurückgeht.

## Tätigkeitsfelder
Der Gesellschaftszweck ist mit „Entwicklung, Herstellung und Vertrieb von optischen, mechanischen, elektronischen und elektrooptischen Geräten, Instrumenten und Systemen samt Software-Applikationen sowie den entsprechenden Reparaturservice; technische und administrative Beratungsdienste sowie damit zusammenhängende Dienstleistungen, insbesondere zugunsten der mit der Leica Geosystems Gruppe verbundenen Unternehmen“ angegeben. Ferner werden „Mandate zur Geschäftsführung von Unternehmen, zur Durchführung von Planungs- und Projektierungstätigkeiten“ übernommen.